# Voltiamperio reactivo

La potencia aparente S es el vector suma de la potencia reactiva Q y la potencia real P.

El voltiamperio reactivo (var), también llamado voltamperio reactivo   y voltio-amperio reactivo, es una unidad utilizada para medir potencia reactiva en sistemas eléctricos de corriente alterna. La potencia reactiva está presente en todo circuito de corriente alterna donde la corriente y la tensión no estén en fase. El símbolo correcto para la unidad de medida es var y no Var, VAr, o VAR, aunque estos tres símbolos son ampliamente utilizados. El término «var» fue propuesto por el ingeniero eléctrico rumano Constantin Budeanu e introducido en 1930 por la IEC en Estocolmo, la cual adoptó el término como unidad para la potencia reactiva.